# ウィリアム・レッグ (第2代ダートマス伯爵)
第2代ダートマス伯爵ウィリアム・レッグ（William Legge, 2nd Earl of Dartmouth PC FRS FSA、1731年6月20日 – 1801年7月15日）は、アメリカ合衆国の独立前後の時期に、閣僚級の要職を歴任したグレートブリテン王国の政治家。

## 出自
ルイシャム子爵ジョージ・レッグ（1732年8月29日没）と妻エリザベス（1707年ごろ – 1745年4月21日、第3代準男爵サー・アーサー・ケイの娘）の息子として、1731年6月20日に生まれ、セント・メリルボーン教区教会で洗礼を受けた。1歳のときに父を失った。ウェストミンスター・スクールに学び、1749年1月14日にオックスフォード大学トリニティ・カレッジに入学、1751年3月21日にM.A.、1756年4月28日にD.C.L.の学位を修得した。1750年12月15日に父が死去すると、ダートマス伯爵位を継承した。

## 政治経験
伯爵となったダートマス卿は、1754年に貴族院議員となった。1764年には、トーマス・ホーウェイス (Thomas Haweis) の提案を受けて、元奴隷商人のジョン・ニュートンをチェスター主教へ推薦し、ニュートンが聖公会の聖職者として受け入れられる途を開いた。
1765年7月26日に枢密顧問官に任命され、同年から1766年まで第一商務卿を務めた。ノース内閣期には1772年から1775年まで植民地大臣と第一商務卿を務め、1775年11月から1782年3月まで王璽尚書を務めた。フォックス＝ノース連立内閣では1783年4月から12月まで王室家政長官を務めた。
1772年、イギリス領アメリカ北部インディアン関連局長官 (the Superintendent of Northern Indian Affairs in America) であった初代準男爵サー・ウィリアム・ジョンソンへの書簡の中で、ダートマス卿はインディアンとの交易について新たな規則の導入は本国政府として得策ではないことを示唆した。ダートマス卿はジョンソンの主張に理解を示しながらも、どのような提案であれ、新しい規則は植民地側の同意を得られないだろうと述べた。

## 慈善活動
ダートマス卿は、インディアンに教育を与え、キリスト教に改宗させることを目的としてエリエザー・ウィーロック (Eleazar Wheelock) がコネチカット州レバノン (Lebanon) に設立しようとしていたインディアン慈善学校 (the Indian Charity School) に資金を提供するイングランドの信託財団に多額の寄付をするとともに、その理事として中心的な役割を果たした。後にウィーロックは、ニューハンプシャー州ハノーバーにダートマス大学を創設したが、これは、ダートマス卿を讃える形で命名することが、一層の経済的支援につながると期待してのことであった。しかし、ダートマス卿は大学への資金提供は拒んだ。ダートマス卿はロンドンで、孤児などの養育にあたる新たな慈善団体である捨子養育院 (Foundling Hospital) を支援した。ダートマス卿は1755年から、死去するまで、この団体の副会長の地位にあった。有名な画家であるサー・ジョシュア・レノルズは、ダートマス卿の肖像画を作成し、ホスピタルに寄贈した。この肖像画は現在もファウンドリング・ホスピタルが所蔵し、ロンドンの捨て子博物館 (Foundling Museum) に展示されている。
1754年11月7日に王立協会フェローに選出され、同日にロンドン考古協会フェローにも選出された。
1801年7月15日にブラックヒースで死去、8月3日にミノリーズのホーリー・トリニティ教会に埋葬された。長男ジョージが爵位を継承した。

## 家族
1755年1月11日、フランシス・キャサリン・ガンター・ニコル（Frances Catherine Gunter Nicoll、1733年ごろ – 1805年2月23日、サー・チャールズ・ガンター・ニコルの娘）と結婚、8男1女をもうけた。
- ジョージ（1755年10月3日 – 1810年11月10日） - 第3代ダートマス伯爵[2]
- ウィリアム（1757年2月4日 – 1784年10月19日[6]）
- チャールズ・ガウンター（Charles Gounter、1759年5月18日 – 1785年10月11日[6]）
- ヘニッジ（Heneage、1761年5月7日 – 1782年9月2日[6]）
- ヘンリー（1765年1月23日 – 1844年4月19日） - 法廷弁護士[6]
- アーサー・ケイ（英語版）（1766年10月25日 – 1835年5月12日） - 海軍軍人[6]
- エドワード（英語版）（1767年12月11日 – 1827年1月27日） - オックスフォード主教（英語版）[6]
- オーガスタス・ジョージ（英語版）（1773年4月21日 – 1828年8月21日） - 聖職者。1795年12月15日、オノラ・バゴット（Honora Bagot、1863年10月2日没、ウォルター・バゴットの娘）と結婚、子供あり[6][7]
- シャーロット（1774年10月5日[6] – 1848年11月5日） - 1795年9月24日、初代フェヴァーシャム男爵チャールズ・ダンコム（英語版）（1841年7月16日没）と結婚、子供あり[7]

サンドウェル・バレー (Sandwell Valley) にあった一家の屋敷サンドウェル・ホール (Sandwell Hall) はフランシスの死後に解体された。

## 伝記
- R.H. Nichols and F A. Wray, The History of the Foundling Hospital (London: Oxford University Press, 1935).
- 「ブラック・カントリー・メソジズム (Black Country Methodism)」と称されたメソジスト運動におけるダートマス卿の位置づけについては、米国のメソジスト監督教会の監督であったフランシス・アズベリ (Francis Asbury) の母エリザ・アズベリ (Eliza Asbury) に関するデイヴィッド・ハラム (David Hallam) の著書『Eliza Asbury』に言及がある。

## 関連文献
- Barker, George Fisher Russell (1892). “Legge, William (1731-1801)” . In Lee, Sidney (ed.). Dictionary of National Biography (英語). Vol. 32. London: Smith, Elder & Co. pp. 417–419.
- Marshall, Peter (3 October 2013) [23 September 2004]. “Legge, William, second earl of Dartmouth”. Oxford Dictionary of National Biography (英語) (online ed.). Oxford University Press. doi:10.1093/ref:odnb/16360. (要購読、またはイギリス公立図書館への会員加入。)